# 羅迪椋鳥
羅迪椋鳥（Necropsar rodericanus）是一種假設的椋鳥，其存在只是基於一份古老的旅行報告、一些亞化石骨頭及在利物浦的一個標本，但標本後來經證實是屬於灰旋木嘲鶇的。

## 發現歷史
法國探險家Julien Tafforet在1726年的旅行報告中提及了羅迪椋鳥。他指羅迪椋鳥生活在羅德里格斯的一個離岸小島上，大小如山鳥。牠們的羽毛呈白色，尾巴及雙翼呈深色，腳及喙呈淡黃色，以龜蛋為食。
於1874年，Henry Horrocks Slater在羅德里格斯發現一些亞化石骨頭，並於1879年由阿爾伯特·貢德斯（Albert Günther）及阿弗烈·牛頓（Alfred Newton）所描述。他們指這些亞化石是屬於羅迪椋鳥，並與留尼旺椋鳥是近親，並將之分類在Fregilupus屬中。

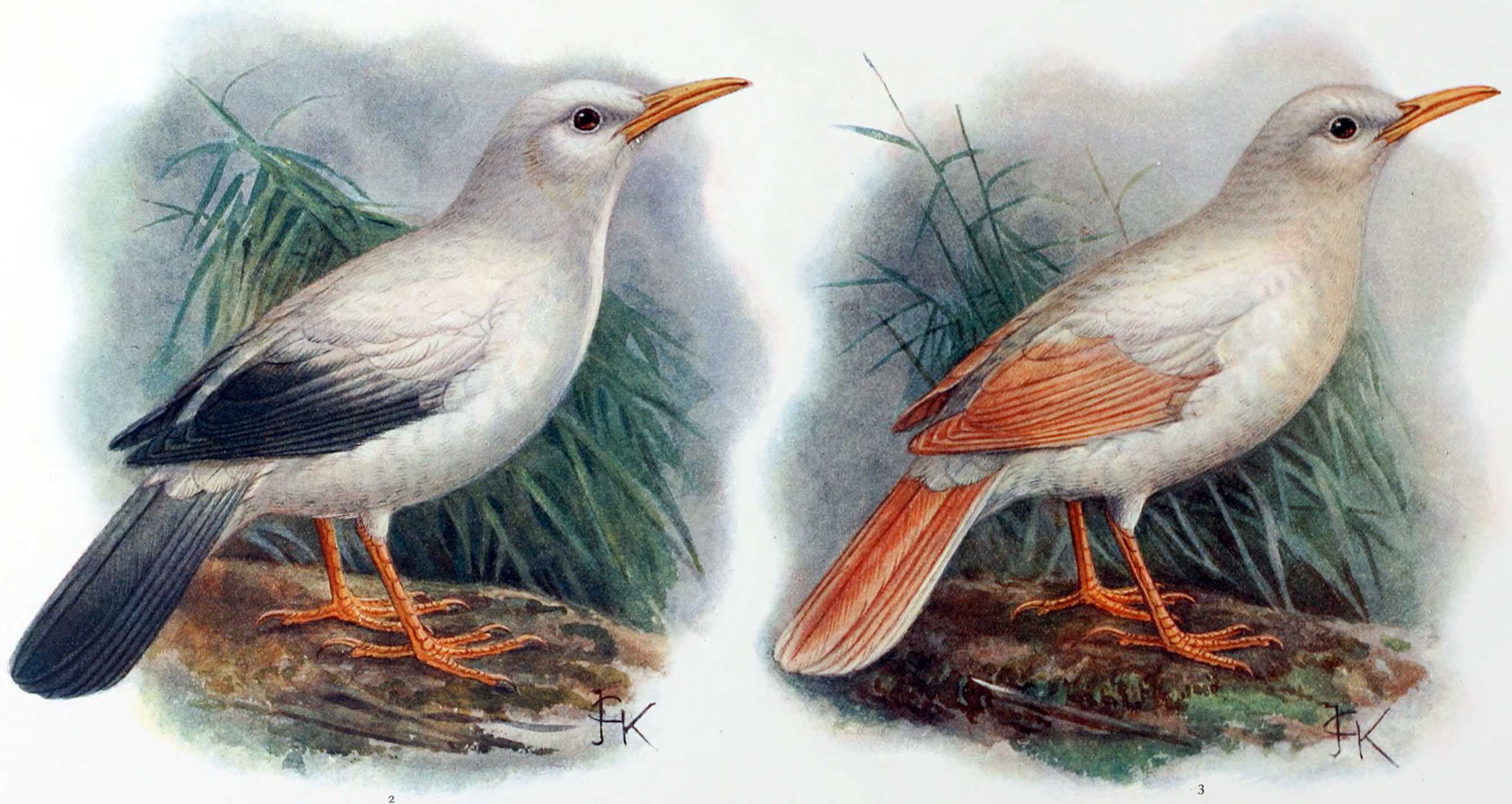
左邊的羅迪椋鳥其實是白化了的灰旋木嘲鶇

於1898年，在利物浦世界博物館有一個獨特的標本，Henry Ogg Forbes將它命名為Necropsar leguati，並由John Gerrard Keulemans描繪。這個標本是由愛德華·史密斯·斯坦利伯爵（Edward Smith-Stanley）於1850年從鳥類搜集者Jules Verreaux處買回來，並存放在博物館內的。但是根據2000年的DNA分析顯示，這個標本其實是白化了的灰旋木嘲鶇。
不過，世界自然保護聯盟卻認可羅迪椋鳥為一有效的物種。